# Renews
Renews ou Renews-Cappahayden, est une ville de Terre-Neuve à 83 km au sud de Saint-Jean.

## Histoire
La ville est constituée au milieu des années 1960 par la fusion des villages de Renews et de Cappahayden.
Renews était un village de pêcheurs établi dans les années 1610 par la London and Bristol Company (en)